# Сетмонсель-ле-Молюн
Сетмонсель-ле-Молюн (фр. Septmoncel les Molunes) — муніципалітет у Франції, у регіоні Бургундія-Франш-Конте, департамент Жура. Сетмонсель-ле-Молюн утворено 1 січня 2017 року шляхом злиття муніципалітетів Сетмонсель i Ле-Молюн. Адміністративним центром муніципалітету є Сетмонсель. Населення — 809 осіб (01.01.2021).